# Гревенмахер
Гревенмахер (люкс. Gréiwemaacher, фр. и нем. Grevenmacher) — коммуна в Люксембурге, располагается в округе Гревенмахер. Коммуна Гревенмахер является частью кантона Гревенмахер. В коммуне находится одноимённый населённый пункт.
Население составляет 4263 человек (на 2008 год), в коммуне располагаются 1782 домашних хозяйств. Занимает площадь 16,48 км² (по занимаемой площади 74 место из 116 коммун). Наивысшая точка коммуны над уровнем моря составляет 315 м. (108 место из 116 коммун), наименьшая 133 м. (2 место из 116 коммун).